# Драган Бендер
Драган Бендер (Чапљина, 17. новембар 1997) је хрватски кошаркаш. Игра на позицијама крилног центра и центра, а тренутно наступа за Макаби Тел Авив.

## Успеси

### Клупски
- Макаби Тел Авив:
  - Куп Израела (1): 2016.
  - Лига куп Израела (2): 2015, 2020.

### Репрезентативни
- Европско првенство до 18 година:  2014.